# Helena Bagué Vilà
Helena Bagué Vilà   (Roses, 23 de març de 1984) és una actriu, cantant i mestra catalana. És cofundadora de la companyia d'espectacles infantils El Pot Petit.
És diplomada en Magisteri Musical per la Universitat de Barcelona i va estudiar art dramàtic amb especialitat d'actriu i cantant a l'Escola Superior d'Art Dramàtic Eòlia, on va aprendre de Josep Galindo, Pablo Ley, Carol López i Viv Manning, entre d'altres. Després, amb aquesta última de mentora, va obtenir un màster en Estill Voice Training. També va fer un postgrau de Teatre i Educació a l'Institut del Teatre.
En l'àmbit del teatre, destaca la seva participació en Oxígen de Mar Monegal, Feliçment, jo sóc una dona de Maria Aurèlia Capmany i dirigida per Margalida Estelrich, Sánchez Pernil Aclamat de Joan Yago i Alícia ja no viu aquí de Josep Galindo i Pablo Ley. Entre el 2005 i el 2008, va treballar per a la companyia de teatre d'acció i medieval Drakonia, la qual cosa va comportar que fes nombroses actuacions i animacions arreu d'Espanya.
El 2010, va ser una de les fundadores de la companyia de teatre i animació El Pot Petit. També va formar part del grup de rock Dekrèpits.
Actualment, ensenya a l'Escola Superior d'Art Dramàtic Eòlia, particularment Estill Voice Training i cant particular. També va ser coordinadora del Planter (l'escola de nens de l'Eòlia) entre el 2011 i el 2015, professora de teatre musical a diverses escoles entre el 2010 i el 2015 i conductora d'un taller de cant per a totes les edats al Centre Cívic Casa Elizalde de Barcelona.